# جورجو پروسپری
جورجو پروسپری (ایتالیایی: Giorgio Prosperi؛ ۱۷ فوریهٔ ۱۹۱۱ – ۲۵ آوریل ۱۹۹۷) فیلم‌نامه‌نویس و کارگردان فیلم اهل ایتالیا بود.
از فیلم‌ها یا مجموعه‌های تلویزیونی که وی در آن‌ها نقش داشته‌است، می‌توان به احساس، مادالنا، شنل و فردا هم روز خداست اشاره نمود.